# Diego José Abad
Diego José Abad (La Lagunita, Jiquilpán, Michoacán, Mèxic 1 de juliol de 1727 - Bolonya, Itàlia, 30 de setembre del 1779) fou un jesuïta mexicà, humanista i poeta en llatí.
Va estudiar filosofia en el Col·legi de San Ildefonso a Valladolid avui dia Morelia). De jove va ingressar a la Companyia de Jesús (24 de juliol de 1741). Fou director del Col·legi de Querétaro.
Quan els jesuïtes foren expulsats del país l'any 1767 s'exilià a Itàlia, establint-se a Ferrara. Va deixar apunts de ciències exactes, va traduir èglogues de Virgili, en italià va escriure el Tractat del coneixement de Déu. Després de la seva mort es va publicar l'edició definitiva de la seva obra més coneguda, De Deo deoque homine heroica, recopilació teològica en llatí escrita en vers.